# Yahia al-Mazouni
 (août 2025).
Améliorez-le ou discutez des points à vérifier. 
 (août 2025).
Abû Zakariya Yahyâ ibn Mûsâ ibn ‘Isâ ibn Yahyâ al-Maghîlî al-Mâzûnî (mort en 883 H / 1478 ap. J.-C.) est un grand savant, juriste et cadi de la ville de Ténès, puis de Mazouna, ainsi qu’un enseignant renommé à Tlemcen.

## Biographie
Yahia al-Mazouni est descendant d’une famille savante qui exerçait la fonction de juge de père en fils. Il étudia auprès de son père Mûsâ ibn ‘Isâ al-Mâzûnî, de Ibn Zâghû al-Tilimsânî et d'Abû al-Fadl Qâsim al-‘Uqbânî,.
Son Œuvre principale est Ad-Durar al-Maknūna fī Nawāzil Māzūna : (arabe : الدرر المكنونة في نوازل مازونة) en français : Les perles cachées dans les fatwas de Mazouna. Il comprend des centaines d'articles de fiqh contenant les réponses de dizaines de savants et de juristes provenant de différentes régions du Maghreb islamique, y compris de l'époque de Mazouni, ainsi que de périodes antérieures. Yahia al-Mazouni, dans ses réponses aux questions, il s'appuya sur diverses sources parmi les ouvrages fondamentaux de fiqh, ainsi que sur différents commentaires et abrégés.
L’imam Yahia al-Mazouni explique les raisons qui l’ont poussé à rassembler ce recueil de fatwas dans sa ville de Mazouna, avant de partir pour la métropole de Tlemcen :

« Lorsque j’ai été mis à l’épreuve par la fonction de juge dans la fleur de la jeunesse, poussé par des circonstances difficiles que seul Dieu connaît, et que les différends des parties adverses se sont multipliés contre moi, que les plaintes des opprimés ont afflué, et que mes moyens étaient limités pour atteindre des jugements exempts de toute ambiguïté — issus de textes explicites ou d’analogies claires —, je me suis tourné vers les ouvrages d’arguments juridiques pour résoudre les cas problématiques, cherchant les réponses des grands imams, maîtres de la fatwa dans la communauté, tout en étant craintif face à ce que le Prophète (paix sur lui) a dit au sujet des trois types de juges.
J’ai fourni tous mes efforts, et Dieu en est témoin, mais je ne me suis jamais aventuré à trancher une affaire incertaine de mon propre chef sans en avoir une claire compréhension, de peur de périr comme ceux qui se perdent.
Mon défunt père — que Dieu lui fasse miséricorde —, lorsqu’il occupait lui aussi la fonction de juge, a vécu ce que j’ai vécu, et il se réfugiait aux écrits des imams contemporains pour résoudre ses affaires. Il avait rassemblé un grand nombre de ces textes et avait l’intention de les organiser, mais la mort l’en a empêché.
J’ai donc inclus dans ce recueil ce que j’avais moi-même compilé, ainsi que ce qu’avait rassemblé mon père — que Dieu lui fasse miséricorde. »

Un poète fait l’éloge de cet ouvrage en disant :
| Texte original en arabe                                                                                           | Traduction française |
| واعتمدوا نــوازل الهـلالي ودُرَّهُ النثير كالـــلآلــــي كذاك ما يُعزى إلى مازونـــــه و هْو المسـمى الدُّرَرَ المكنونــــهْ | Ils se sont appuyés sur les fatwas du savant hilalï, Et sur ses perles éparses semblables à des joyaux. De même celles qu’on attribue à al-Mazouni; Ce sont bien les “Perles cachées” qu’on y nomme ainsi. |